# فتاوى الرملي (كتاب)
فتاوى الرملي للإمام الفقيه شهاب الدين أحمد بن حمزة الأنصاري الرملي الشافعي (ت 957هـ) هي مجموعة من الفتاوى جمعها ابنه شمس الدين محمد بن أبي العباس أحمد بن حمزة شهاب الدين الرملي (ت 1004هـ) وتعد من أمهات كتب الفقه في المذهب الشافعي وأحد أهم كتب الفتاوى العامة.

## سبب تأليف الكتاب
يقول شمس الدين الرملي معللاً سبب جمع فتاوى والده:
«فَلَمَّا كَانَتْ الْفَتْوَى فَرْضًا مِنْ فُرُوضِ الْكِفَايَاتِ لِعَدَمِ الِاسْتِغْنَاءِ عَنْهَا فِي وَقْتٍ مِنْ الْأَوْقَاتِ، وَلَمْ تَزَلْ أَعْلَامُ الْعُلَمَاءِ تَجْمَعُ مَا وَقَعَ لَهُمْ مِنْ الْأُصُولِ النَّادِرَةِ وَالْفُرُوعِ الشَّارِدَةِ، حَتَّى صَارَتْ دَوَاوِينَ يُرْجَعُ إلَيْهَا عِنْدَ تَزَاحُمِ الْآرَاءِ فِي الْمُعْضِلَاتِ، وَبَرَاهِينَ يُعَوَّلُ عَلَيْهَا فَيُرَشَّحُ بِهَا عَوَاطِلُ الْأَبْوَابِ فِي الْمُطَوَّلَاتِ، لِمَا فِيهَا مِنْ الْفَوَائِدِ الَّتِي لَا تَكَادُ تُوجَدُ مُسَطَّرَةً إلَّا عَلَى النُّدُورِ، وَإِنْ كَانَ لَهَا أَشْبَاهٌ فِي الْكُتُبِ الْمَبْسُوطَةِ فَلَا تُلْقَى غَالِبًا إلَّا فِي الْعُثُورِ، حَمَلَنِي ذَلِكَ عَلَى جَمْعِ مَا وَجَدْتُهُ مِنْ فَتَاوَى سَيِّدِي وَشَيْخِي وَوَالِدِي الشَّيْخِ الْإِمَامِ وَالْحَبْرِ الْهُمَامِ خَاتِمَةِ الْمُتَأَخِّرِينَ أَحْمَدَ شِهَابِ الدِّينِ الرَّمْلِيِّ الْأَنْصَارِيِّ الشَّافِعِيِّ، وَهَا أَنَا أَذْكُرُهَا عَلَى تَرْتِيبِ أَبْوَابِ الْفِقْهِ: الْعِبَادَاتِ فَالْمُعَامَلَاتِ فَالْمُنَاكَحَاتِ فَالْجِنَايَاتِ، وَمَا وَقَعَ لَهُ مِنْ الْأَسْئِلَةِ عَنْ تَفْسِيرِ آيَةٍ أَوْ حَدِيثٍ أَوْ شَيْءٍ مِنْ كَلَامِ أَحَدِ الْعُلَمَاءِ أَوْ شَيْءٍ مِنْ عِلْمِ أُصُولِ الْفِقْهِ أَوْ عِلْمِ الْكَلَامِ أَوْ عِلْمِ النَّحْوِ أَوْ نَحْوِ ذَلِكَ مِمَّا لِاخْتِصَاصِ لَهُ بِبَابٍ مِنْ الْأَبْوَابِ جَعَلْته آخِرًا لِتَسْهُلَ مُرَاجَعَةُ ذَلِكَ، وَأَسْأَلُ اللَّهَ مِنْ فَضْلِهِ الْعَمِيمِ أَنْ يَجْعَلَ ذَلِكَ خَالِصًا لِوَجْهِهِ الْكَرِيمِ وَهُوَ حَسْبِي وَنِعْمَ الْوَكِيلُ».